# Piobetta
Piobetta (en cors Piupetta) és un municipi francès, situat a la regió de Còrsega, al departament d'Alta Còrsega. L'any 1999 tenia 30 habitants.

## Demografia
| 1962 | 1968 | 1975 | 1982 | 1990 | 1999 |
| ---- | ---- | ---- | ---- | ---- | ---- |
| 43   | 70   | 60   | 56   | 40   | 30   |

## Administració
| Període | Identitat      | Partit | Qualitat |  |
| ------- | -------------- | ------ | -------- |  |
| 2008-   | Pierre Lorenzi | PS     |          |  |